# Puppet Master
Puppet Master es el nombre de una saga de películas de terror sobre un titiritero, Andre Toulon, que descubre el secreto de la vida, haciendo que sus marionetas cobren vida y maten a cualquiera que se les cruce en su camino. Cada una de las marionetas están equipadas con su propio dispositivo único y peligroso (aunque no en todas las entregas de la serie son los títeres los retratados como amenazas) y están representadas, como héroes, antihéroes y antagonistas.
Producidas por Full Moon Features, la serie fue creada en 1989 con la entrega de la primera película del mismo nombre, y desde entonces ha sido seguida por diez secuelas, incluyendo un crossover con los personajes de la película Demonic Toys, cómics y numerosas piezas de colección.

## Desarrollo
Después de la caída de su estudio de cine, Empire Pictures, Charles Band se trasladó a los Estados Unidos y abrió Full Moon Productions. El objetivo de Band con Full Moon era crear películas de terror, ciencia ficción y fantasía de bajo presupuesto que refleje la calidad de las películas con presupuestos más generosos. Después de asociarse con Paramount Pictures y Pioneer Home Entertainment, Full Moon comenzó la producción en su primer largometraje de cine, Puppet Master, que tenía una premisa similar a una película anterior de Band producida por Empire, Dolls. Originalmente concebida para el lanzamiento en teatro en el verano de 1989, antes de ser lanzada en video casero el siguiente septiembre, Puppet Master fue finalmente puesta en lanzamiento directo a video el 12 de octubre de 1989, debido a que Band sentía que podría ganar más dinero de esta manera de la que habría hecho en el mercado teatral.
Puppet Master resultó ser un éxito, y la película de culto ha llevado a la producción de nueve secuelas (además de estas nueve películas, hay un crossover con otra franquicia de Full Moon, Demonic Toys). Un documental que contiene entrevistas con los actores y los miembros de la producción, también fue lanzado e incluido en VHS y Laserdisc, titulado No Strings Attached.
En 1991 se lanzaron dos secuelas, Puppet Master II y Puppet Master III: Toulon's Revenge; esta última es una precuela de la serie. Toulon's Revenge fue la primera entrega en que Guy Rolfe caracterizó el papel del titiritero Andre Toulon (en las películas anteriores, Toulon fue retratado por el renombrado actor William Hickey y Steve Welles, respectivamente). Rolfe volvió a interpretar el papel de Toulon en las siguientes tres nuevas películas antes de su muerte en 2003, tras lo cual apareció póstumamente en Puppet Master: The Legacy mediante una amplia utilización de imágenes de archivo. En 1993 Full Moon empezó a lanzar, al mismo tiempo, otras dos secuelas, Puppet Master 4 y Puppet Master 5: The Final Chapter, la última que, como el título indica, pretendía ser la última entrega de la serie. Después del lanzamiento de The Final Chapter en septiembre de 1994, Full Moon optó por retirarse de Puppet Master y anunció que una trilogía de spin-off titulada "Puppet Wars" se comenzaría a realizar en 1995. La trilogía de spin-off fue cancelada dejando la serie para continuar con su legado a través de merchandising y un creciente culto.
Debido a la demanda de las tiendas de video para una nueva entrega de la serie, cuatro años después de su retiro, la franquicia de Puppet Master fue rápidamente revivida por la producción de una sexta entrega, Curse of the Puppet Master, en 1998. Esta fue la primera entrega en que David W. Allen no estuvo involucrado con efectos especiales. Como en ese momento Paramount había terminado su acuerdo con Full Moon, para conservar los costos se contó con la utilización de una combinación entre varas y marionetas de cuerda, así como montajes de películas anteriores. En septiembre del año siguiente, un spin-off de Puppet Master que presenta a los tótems de la cuarta entrega fue lanzado, titulado Totem, y en octubre, se publicó una segunda precuela (tiene lugar en un momento incluso antes que Toulon's Revenge), titulada Retro Puppet Master. Esta entrega fue una anomalía en la serie, en la que el tema principal, compuesto por Richard Band, hermano de Full Moon de Charles Band, estuvo totalmente ausente, y, con su calificación PG-13, Retro Puppet Master fue la primera película en la serie en no ser clasificada R por la Motion Picture Association of America. La idea original de la séptima parte de la serie se iba a llevar a cabo después de Toulon's Revenge, Toulon junto con sus marionetas que habían escaparon de Alemania en tren, tras lo cual se ven enfrentados a nazis y demonios. La idea fue abandonada debido a que la empresa Kushner Locke pensaba que esto podría ofender al público alemán, pero al final formaría la base de la novena entrega de la serie,  Puppet Master: Axis of Evil. El 12 de junio de 2009, Band anunció que publicaría actualizaciones del vídeo de Axis of Evil en el sitio web de Full Moon. Cuatro días más tarde, el 16 de junio, la primera publicación fue puesta a disposición, la verificación de la película, la lista de los títeres a ser incluido, así como a los principales miembros del reparto, Levi Fiehler y Jerry Hoffman. En el año 2010,Axis of Evil se publicó en DVD y Blu-ray.
Desde 1999, Retro Puppet Master es el más reciente largometraje original de Puppet Master producido por Full Moon. La octava entrega, Puppet Master: The Legacy, fue lanzada en 2004, sin embargo, sólo una fracción de la película contiene secuencias originales; el resto son imágenes de archivo utilizadas para resumir la serie hasta ahora. El mismo año, una desastrosa película crossover en la que se cruzan los personajes de Puppet Master y los de Demonic Toys (también creados por Full Moon) fue transmitida por Sci Fi Channel, no obstante ni Full Moon ni Charles Band tuvvieron alguna participación en su producción (aunque los guionistas de Puppet Master generalmente se acreditan). Así, los títeres de Puppet Master vs Demonic Toys son notablemente réplicas producidos para la película.
En el año 2005, Charles Band hizo alusión a una posible serie de televisión de Puppet Master, llamada "Puppet Wars", y expresó su interés en el desarrollado de un videojuego. En junio de 2008, Band anunció que una décima parte de la serie está prevista, tentativamente llamada Axis of Evil.
En marzo de 2009, se informó que Band también está interesado en rehacer la primera película de Puppet Master de 1989 en 3-D.
Del mismo modo, la película original fue reeditada por Razor Digital en 2007 en formato DualDisc, con versiones estándar y estereoscópicas.

## Películas
| Película                                     | Director         | Escritor(es)                                        | Productor(es)                    |
| Puppet Master (1989)                         | David Schmoeller | Charles Band & Kenneth J. Hall                      | Hope Perello & Charles Band      |
| Puppet Master II: His Unholy Creation (1991) | Dave Allen       | David Pabian                                        | Charles Band                     |
| Puppet Master III: Toulon's Revenge (1991)   | David DeCoteau   | Charles Band, C. Courtney Joyner & David Schmoeller | Charles Band                     |
| Puppet Master 4: The Demon (1993)            | Jeff Burr        | Charles Band                                        | Charles Band                     |
| Puppet Master 5: The Final Chapter (1994)    | Jeff Burr        | Charles Band & Keith S. Payson                      | Jo Duffy                         |
| Retro Puppet Master (1999)                   | David DeCoteau   | Charles Band                                        | Benjamin Carr & David Schmoeller |
| Puppet Master: The Legacy (2003)             | Charles Band     | C. Courtney Joyner & David Schmoeller               | Charles Band                     |
| Puppet Master: Axis of Evil (2010)           | David DeCoteau   | Charles Band & August White                         | Charles Band                     |
| Puppet Master X: Axis Rising (2012)          | Charles Band     | Charles Band & Shane Bitterling                     | Charles Band                     |

### Otras
| Película                              | Director     | Escritor(es)                     | Productor(es)                   |
| Puppet Master vs. Demonic Toys (2004) | Ted Nicolaou | Courtney Joyner & David S. Goyer | Alan Bursteen & Cary Glieberman |

## Serie en orden cronológico
La serie Puppet Master es confusa, ya que cada entrega no se crea en orden cronológico, y los acontecimientos de Puppet Master III: Toulon's Revenge son de fecha imprecisa. Por ejemplo, en Puppet Master, primera película de la franquicia, Toulon se suicida en el año 1939 en la Bodega Bay, California.En la segunda entrega los muñecos desentierran su cuerpo para volverlo a la vida y en la lápida figura el año 1941 lo cual es confuso si es que se suicidó en 1939,mientras que Puppet Master III: Toulon's Revenge tiene lugar en el año 1941, y Toulon todavía está vivo. 
En un intento de resolver la confusión, las películas a continuación se enumeran en orden cronológico basado en la parcela los resúmenes de cada película.

### Puppet Master 7: Retro Puppet Master
Andre Toulon regenta un vanguardista teatro de marionetas en el París de antes de la I Guerra Mundial y está enamorado de Ilsa, la encantadora hija del embajador suizo. Cuando Afzel, un hechicero egipcio que ha robado el "Secreto de la Vida" a un antiguo dios, es asesinado, Toulon debe enfrentarse a los sirvientes de ese dios para recuperar a Ilsa, que ha sido secuestrada. Es hora de que Andre y sus muñecos salven a la mujer que ama.

### Puppet Master 3: La revancha de Toulon
En Berlín, durante la Segunda Guerra Mundial, el régimen nazi desarrolla una droga que reavivará a los muertos, con el fin de utilizar esto en pro de la guerra. Toulon despierta la sospecha como un disidente nazi, y su secreto es descubierto. Durante una invasión nazi en su hogar, la bella esposa de Toulon promete vengarse con la ayuda de sus títeres animados pero es asesinada; Toulon desea venganza y sus marionetas ayudarán en esta causa, logrando escapar a Suecia y posteriormente a América.

### Puppet Master: Axis Of Evil
Año 1940, 2.ª Guerra Mundial. Después de que Andre Toulon se suicide para no ser capturado por los nazis, Danny Coogan, un residente y empleado de Bodega Bay Inn, junto con el tío Len, deciden convertir a Andre en un títere. Cuando ve a su novia Beth coqueteando con un tipo llamado Max, Danny se da cuenta de que Max es uno de los nazis que vio durante la muerte de Toulon. Decide espiarlo y descubre que está planeando lanzar bombas en los EE. UU. Ahora, Danny y los títeres, junto con un nuevo títere muy especial, planean vengarse de los nazis.

### Puppet Master X: Axis Rising
Secuela de Axis Of Evil. Después de frustrar un complot para hacer explotar una planta de armas estadounidense, Danny Coogan y su novia, descubren que sus problemas no han hecho nada más que comenzar. Un grupo de marionetas están en poder de los nazis, los cuales usarán a un ocultista para darle vida y así tenerlas en sus filas.

### Puppet Master: Axis Termination
Tiempo después de derrotar a las marionetas nazis y frustrar los planes del General Moebius de asesinar al General Porter, Danny Coogan y su novia Beth son asesinados por un grupos de nazis. Tras esto, las marionetas de Toulon se verán obligados a trabajar con un grupo de psíquicos para enfrentar nuevamente a los nazis y a las marionetas Axis. Se debe destacar que entre los integrantes del grupo de psíquicos se encuentra el Doctor Ivan (Decadent Evil) quien además se vuelve el maestro de las marionetas en la película.
Como dato curioso, la marioneta Torch iba a aparecer en la película pero fue removido ya que el director Charles Band no sabía como incluirla correctamente. 
Esta es la última película de la serie de filmes originales, ya que después se optaría por empezar una nueva serie de películas basados en la saga a modo de reinicio, retomando el estilo clásico de horror poseído por la primera entrega de la saga.

### Puppet Master
André Toulon es un titiritero y el mejor en su tipo. Un día descubre una antiquísima fórmula 
egipcia para que los muertos regresen a la vida, y decide utilizarla en sus títeres. Los nazis, que seguían sus pasos desde su encuentro con ellos en Alemania (Ver Puppet Master 3), envían dos agentes para arrestar lo. Desesperado, el titiritero se quita la vida. Años más tarde, cuatro psíquicos son enviados a investigar acerca de Toulon y los hechos sobrenaturales que ocurrieron. Sin embargo, los títeres harán todo lo posible por detenerlos.

### Puppet Master II
Las marionetas vivientes consiguen revivir a su creador, Andrè Toulon, pero para mala suerte este renace en los momentos previos a su muerte y su obsesión por resucitar a su esposa Elsa. Ahora acechan a un grupo de parapsicólogos que investigan un viejo hotel. ¿Qué estarán tramando estas marionetas y qué quiere Toulòn en realidad?

### Puppet Master 4: Cuando las marionetas malas se convierten en buenas
Los muñecos se enfrentan a los Totems, dos diabólicos mellizos que les roban su energía. Con la ayuda de una nueva marioneta, "Decapitron" que dejó Toulon antes de Morir, quizá puedan salir victoriosos. Al final Toulon Nombra un nuevo maestro de marionetas en su lugar.

### Puppet Master 5: Capítulo Final
La banda de muñecos vivientes, se rebela contra un faraón demoníaco de otra dimensión que controla su propia tropa de muñecos asesinos.

### Puppet Master 6: La Maldición del Maestro Titiritero
El Dr. Magrew intenta emular el trabajo del demente Toulón, y utiliza a su asistente como conejillo de indias. Los muñecos, que hasta ahora han sido mudos testigos de esta barbaridad, despiertan y toman revancha amarga contra el científico.

### Puppet Master 8: The Legacy
Última película de la saga de las marionetas asesinas, repasando la historia de todas y cada una de ellas.y recordando el legado de estas.

### Puppet Master 9: Puppet Master Vs. Demonic Toys
Un grupo de jugueteros recaban la fórmula secreta de André Toulon, que ahora se halla en manos de Robert (sobrino de aquel), con la que se pueden traer a la vida una línea de juguetes que se proyecta lanzar para Navidad.

## Recepción
Las películas más bien recibidas de Puppet Master son generalmente las lanzadas antes de los cuatro años de interrupción. Como la serie fue revivida en un momento en que Full Moon ya no estaba asociado con Paramount Pictures, las finanzas el estudio comenzaron a estar cada vez más apretadas, y como resultado, la calidad de cada una de las siguientes películas (así como de otras muchas producciones de Full Moon) decayó. En Rotten Tomatoes, sólo tres películas han sido calificadas por los críticos: Puppet Master, que tiene un 33% nominal después 6 revisiones; Puppet Master II, que tiene un 33% nominal después 6 revisiones; y Puppet Master 4, que tiene un 0% nominal después de 5 revisiones. Las películas tienen evidentemente un marcó mucho mejor con los usuarios, actualmente las calificaciones son 51%, 47% y 66%, respectivamente.

## Lanzamientos

### VHS
Las primeras películas hasta poco tiempo después del año 2000 fueron vendidas en formato VHS.

### DVD
Las películas de Puppet Master han sido editadas en DVD en cantidades muy pequeñas. Un box set que contiene las primeras siete películas de la saga fue lanzado por Full Moon, pero se descatalogó poco después. Sin embargo, en 2007, Full Moon recupera los derechos a las cinco primeras películas, y el box set ha sido reeditado y está disponible directamente en Full Moon, así como de varios minoristas en línea. Las primeras tres películas fueron incluidas como parte de una colección de 18 discos con películas de Full Moon y desde entonces han sido liberadas individualmente como una colección de importación con subtítulos en español. En 2007, Razor Digital lanzó una versión sin cortes en DualDisc de la primera película, con las versiones estándar y estereoscópicas de la película, pero con una calidad de imagen muy pobre.

### Blu-Ray
La película Puppet Master se publicó en formato Blu-ray en una versión remasterizada con pantalla panorámica el 27 de julio de 2010. El 18 de septiembre de 2012, las tres primeras películas, también remasterizadas y en formato panorámico, fueron publicadas en formato Blu-ray.

### Digital
En diciembre de 2008, Charles Band autorizó para que la primera película de Puppet Master fuese lanzada para descarga digital a través de iTunes Store; su primera incursión en el mercado digital.
La saga puppet master, se puede ver en la plataforma de pago española streaming de películas de terror Planet Horror.

## Personajes
| Andre Toulon   | William Hickey | Steve Welles        | Guy Rolfe      | Guy Rolfe     | Guy Rolfe     | Mencionado  | Greg Sestero (Toulon de más joven) y Guy Rolfe | Imagen de archivo | Mencionado    | Imagen de archivo y doble no identificado | Mencionado             |  |
| Elsa Toulon    |                | Elizabeth Maclellan | Sarah Douglas  |               |               |             | Brigitta Dau                                   | Imagen de archivo |               | Mencionada                                |                        |  |
| Peter Hertz    |                |                     | Aron Eisenberg |               |               |             |                                                | Jacob Witkin      |               |                                           |                        |  |
| Rick Meyers    |                |                     |                | Gordon Currie | Gordon Currie |             |                                                | Imagen de archivo |               |                                           |                        |  |
| Susie          |                |                     |                | Chandra West  | Chandra West  |             |                                                | Imagen de archivo |               |                                           |                        |  |
| Lauren         |                |                     |                | Teresa Hill   | Teresa Hill   |             |                                                | Imagen de archivo |               |                                           |                        |  |
| Dr. Magrew     |                |                     |                |               |               | George Peck |                                                | Imagen de archivo |               |                                           |                        |  |
| Robert Winsley |                |                     |                |               |               | Josh Green  |                                                | Imagen de archivo |               |                                           |                        |  |
| Robert Toulon  |                |                     |                |               |               |             |                                                |                   | Corey Feldman |                                           |                        |  |
| Danny Coogan   |                |                     |                |               |               |             |                                                |                   |               | Levi Fiehler                              | Kip Canyon             |  |
| Beth           |                |                     |                |               |               |             |                                                |                   |               | Jenna Gallagher                           | Jean Louise O'Sullivan |  |
| Ozu            |                |                     |                |               |               |             |                                                |                   |               | Ada Chao Fang                             | Terumi Shimazu         |  |

### Marionetas
| Marioneta         | Puppet Master | His Unholy Creations | Toulon's Revenge | The Demon | The Final Chapter | Curse of the | Retro | The Legacy        | vs. Demonic Toys | Axis of Evil | Axis Rising | ‘‘Puppet Master: Axis Termination‘‘ |
| ----------------- | ------------- | -------------------- | ---------------- | --------- | ----------------- | ------------ | ----- | ----------------- | ---------------- | ------------ | ----------- | ----------------------------------- |
| Blade             | Sí            | Sí                   | Sí               | Sí        | Sí                | Sí           | Sí    | Sí                | Sí               | Sí           | Sí          | Sí                                  |
| Pinhead           | Sí            | Sí                   | Sí               | Sí        | Sí                | Sí           | Sí    | Sí                | Sí               | Sí           | Sí          | Sí                                  |
| Jester            | Sí            | Sí                   | Sí               | Sí        | Sí                | Sí           | Sí    | Sí                | Sí               | Sí           | Sí          | Sí                                  |
| Tunneler          | Sí            | Sí                   | Sí               | Sí        | Sí                | Sí           | Sí    | Sí                | No               | Sí           | Sí          | Sí                                  |
| Six Shooter       | No            | No                   | Sí               | Sí        | Sí                | Sí           | Sí    | Sí                | Sí               | Sí           | Sí          | Sí                                  |
| Leech Woman       | Sí            | Sí                   | Sí               | No        | No                | Sí           | Sí    | Imagen de archivo | No               | Sí           | Sí          | Sí                                  |
| Torch             | No            | Sí                   | No               | No        | Sí                | No           | No    | Imagen de archivo | No               | No           | No          | No                                  |
| Decapitron        | No            | No                   | No               | Sí        | Sí                | No           | No    | Imagen de archivo | No               | No           | No          | No                                  |
| Djinn             | No            | Sí                   | Sí               | No        | No                | No           | No    | Imagen de archivo | No               | No           | No          | No                                  |
| Gengie            | Sí            | No                   | No               | No        | No                | No           | No    | No                | No               | Sí           | No          | No                                  |
| Shreddar Khan     | Sí            | No                   | No               | No        | No                | No           | No    | No                | No               | Sí           | No          | No                                  |
| Mephisto          | No            | Sí                   | Sí               | No        | No                | No           | No    | No                | No               | No           | No          | No                                  |
| Dr. Death         | No            | No                   | No               | No        | No                | No           | Sí    | Imagen de archivo | No               | No           | No          | No                                  |
| Drill Sergeant    | No            | No                   | No               | No        | No                | No           | Sí    | Imagen de archivo | No               | No           | No          | No                                  |
| Cyclops           | No            | No                   | No               | No        | No                | No           | Sí    | Imagen de archivo | No               | No           | No          | No                                  |
| Retro-Blade       | No            | No                   | No               | No        | No                | No           | Sí    | Imagen de archivo | No               | No           | No          | No                                  |
| Retro-Pinhead     | No            | No                   | No               | No        | No                | No           | Sí    | Imagen de archivo | No               | No           | No          | No                                  |
| Retro-Six-Shooter | No            | No                   | No               | No        | No                | No           | Sí    | Imagen de archivo | No               | No           | No          | No                                  |
| Tank              | No            | No                   | No               | No        | No                | Sí           | No    | Imagen de archivo | No               | No           | No          | No                                  |
| Matt/Mutant       | No            | No                   | No               | No        | No                | Sí           | No    | No                | No               | No           | No          | No                                  |
| Ninja             | No            | No                   | No               | No        | No                | No           | No    | No                | No               | Sí           | Mencionado  | No                                  |
| Blitzkrieg        | No            | No                   | No               | No        | No                | No           | No    | No                | No               | No           | Sí          | Sí                                  |
| Bombshell         | No            | No                   | No               | No        | No                | No           | No    | No                | No               | No           | Sí          | Sí                                  |
| Kamikaze          | No            | No                   | No               | No        | No                | No           | No    | No                | No               | No           | Sí          | Mencionado                          |
| Weremacht         | No            | No                   | No               | No        | No                | No           | No    | No                | No               | No           | Sí          | Sí                                  |

## Merchandising
- The Puppet Master Adventure - Cuatro libros de cómics de edición limitada. Escritos y dibujados por los creadores de cómics australianos Dave de Vries y Glenn Lumsden e imprimidos por Eternity Comics. Fue seguido de una secuela de dos libros llamados Children of the Puppet Master , también por Vries y Lumsden.

- The Puppet Master Figures - Una serie de figuras de acción producida por Full Moon Toys y réplicas a escala de las marionetas de la serie, producidas por Full Moon Playthings.

- The Puppet Master Cards - Un juego de cartas coleccionables de los personajes de Pupper Master.

- The Puppet Master Costumes - Un conjunto de ropa y disfraces para Halloween de las marionetas de la serie.